# Miguel Tavares
Miguel Tavares Rodrigues (ur. 2 marca 1993 w Amadorze) – portugalski siatkarz, grający na pozycji rozgrywającego, reprezentant Portugalii.

## Sukcesy klubowe
Puchar Portugalii:
- 2011, 2012

Liga portugalska:
- 2013, 2014

Puchar Francji:
- 2018

Liga polska:
- 2024[4], 2025[5]
- 2022

Puchar Polski:
- 2024[6]

Superpuchar Polski:
- 2024[7]

Liga Mistrzów:
- 2025[8]